# Cadoneghe
Cadòneghe (Cadòneghe in veneto) è un comune italiano sparso di 15 766 abitanti della provincia di Padova in Veneto. La sede comunale non si trova nel borgo omonimo ma nella popolosa frazione di Mejaniga.
Situato nella cintura nord di Padova, sulla sponda sinistra del Brenta, il paese viene citato nella costituzione di Padova nel 1235 con il nome di Cadonice.

## Geografia fisica
Confina a nord con Campodarsego, a nord-est con Vigonza, ad ovest con Vigodarzere, a sud con Padova (distante 6 km dal centro storico), in particolare con il quartiere di Torre.

## Storia

### Simboli
Lo stemma e il gonfalone sono stati concessi con decreto del presidente della Repubblica del 30 giugno 1963.
La fascia ondata azzurra rappresenta il fiume Brenta che lambisce la parte meridionale del comune; le tre stelle allineate nella parte superiore dello scudo ricordano le tre frazioni di Bagnoli, Bragni e Mejaniga, mentre nella parte inferiore la quarta stella ricorda il capoluogo.
Il gonfalone è un drappo partito d'azzurro e di rosso.

## Monumenti e luoghi d'interesse
- La chiesa parrocchiale di Cadoneghe è dedicata a sant'Andrea. Essa contiene al suo interno un trittico della seconda metà del Trecento dipinto da Catarino[6].
- Si è scoperto che nel nono canto del Paradiso nella Divina Commedia viene descritto uno scorcio del borgo nell'incontro tra i fiumi Brenta e Muson dei sassi[6].
- A Cadoneghe sono presenti alcune ville venete di interesse culturale. La più nota è Villa Da Ponte, situata nella strada che porta a Reschigliano originaria del Settecento e caratterizzata da un interno affrescato. Ora è tutelata ai sensi della legge 1089 del 1939. Altre ville storiche sono Villa Augusta in località Bagnoli, Villa Riello-Mocenigo e Villa Ghedini (acquisita al patrimonio comunale) in località Cadoneghe storica[7].
- Appena fuori Cadoneghe, verso Mejaniga, è presente il cimitero comunale, con alcune sepolture celebri.

## Società

### Evoluzione demografica
Abitanti censiti

### Etnie e minoranze straniere
Al 31 dicembre 2022 vi erano 2 197 residenti stranieri, pari al 13,73% della popolazione residente.

## Geografia antropica
Il comune di Cadoneghe comprende, oltre il centro omonimo e il capoluogo Mejaniga, anche le frazioni di Castagnara e Bragni (praticamente contigue a Mejaniga), di Mezzavia (zona industriale) e di Bagnoli.

## Economia
Tra l'Ottocento e il Novecento nascono le officine Oblach, diventate poi Breda; il macello e industria della carne Grosoli e dagli inizi degli anni ‘50 l'industria meccanica Parpas.

## Cultura

### Istruzione
A Cadoneghe sono presenti diverse scuole, sia pubbliche che private.
Finita la guerra mancava una scuola elementare in località Bagnoli: fu fatta costruire dal primo consiglio comunale repubblicano e intitolata all'aviatore cadoneghese Roberto Maretto. Lo stabile non funge ormai più da scuola.

### Media

#### Radio
A Cadoneghe è nata Radio Gamma 5 (con sede attualmente a Campodarsego), che è diffusa su parte del Veneto centro-settentrionale.

## Amministrazione

### Sindaci dal 1842 al 1946
| Periodo | Periodo | Primo cittadino                     | Partito | Carica            | Note |
| ------- | ------- | ----------------------------------- | ------- | ----------------- | ---- |
| 1842    | 1866    | Giovanni Scotteggia                 |         | Delegato politico |      |
| 1866    | 1871    | Pietro Righetti e Francesco Vaccari |         | Delegato Politico |      |
| 1871    | 1876    | Antonio Silvestri                   |         | Sindaco           |      |
| 1876    | 1877    | Giovanni Ronzani                    |         | Sindaco           |      |
| 1877    | 1881    | Giobatta Fiorazzo                   |         | Sindaco           |      |
| 1881    | 1882    | Elia Menin                          |         | Sindaco           |      |
| 1882    | 1890    | Giovanni Riello                     |         | Sindaco           |      |
| 1890    | 1899    | Elia Menin                          |         | Sindaco           |      |
| 1899    | 1916    | Antonio Fiorazzo                    |         | Sindaco           |      |
| 1916    | 1926    | Angelo Riello                       |         | Sindaco           |      |
| 1926    | 1926    | Aldo Da Col                         | PNF     | Podestà           |      |
| 1926    | 1929    | Restituto Benetello                 | PNF     | Commissario       |      |
| 1929    | 1930    | Francesco Basile di Luna            | PNF     | Commissario       |      |
| 1930    | 1934    | Aldo Da Col                         | PNF     | Podestà           |      |
| 1934    | 1943    | Ferruccio Martignago                | PNF     | Podestà           |      |
| 1943    | 1944    | Luigi Patrese                       | PRF     | Podestà           |      |
| 1944    | 1945    | Adolfo Mammana                      | PFR     | Podestà           |      |
| 1945    | 1946    | Romeo Zanella                       | PCI     | Sindaco           |      |

### Sindaci dal 1946
| Nominativo                                           | Nominativo                                        | Partito / Coalizione                              | Periodo                                           | Elezione                                          |
| Sindaci eletti dal Consiglio comunale (1946-1995)    | Sindaci eletti dal Consiglio comunale (1946-1995) | Sindaci eletti dal Consiglio comunale (1946-1995) | Sindaci eletti dal Consiglio comunale (1946-1995) | Sindaci eletti dal Consiglio comunale (1946-1995) |
| ---------------------------------------------------- | ------------------------------------------------- | ------------------------------------------------- | ------------------------------------------------- | ------------------------------------------------- |
|                                                      | Virginio Benetti                                  | Partito Comunista Italiano                        | 1946-1965                                         | 1946                                              |
| 1951                                                 | Virginio Benetti                                  | Partito Comunista Italiano                        | 1946-1965                                         |                                                   |
| 1956                                                 | Virginio Benetti                                  | Partito Comunista Italiano                        | 1946-1965                                         |                                                   |
| 1960                                                 | Virginio Benetti                                  | Partito Comunista Italiano                        | 1946-1965                                         |                                                   |
|                                                      | Rocco Rescigno (Commiss. prefettizio)             | -                                                 | 1965                                              | (1964)                                            |
|                                                      | Albino Bellon                                     | Democrazia Cristiana                              | 1965-1981                                         | 1965                                              |
| 1971                                                 | Albino Bellon                                     | Democrazia Cristiana                              | 1965-1981                                         |                                                   |
| 1976                                                 | Albino Bellon                                     | Democrazia Cristiana                              | 1965-1981                                         |                                                   |
|                                                      | Elio Armano                                       | Partito Comunista Italiano                        | 1981-1990                                         | 1981                                              |
| 1985                                                 | Elio Armano                                       | Partito Comunista Italiano                        | 1981-1990                                         |                                                   |
|                                                      | Alessandra Baldan                                 | Partito Comunista Italiano (1990-91)              | 1990-1995                                         | 1990                                              |
|                                                      | Alessandra Baldan                                 | Partito Democratico della Sinistra (1991-95)      | 1990-1995                                         | 1990                                              |
| Sindaci eletti direttamente dai cittadini (dal 1995) |                                                   |                                                   |                                                   |                                                   |
|                                                      | Adriano Baldin                                    | Sinistra                                          | 1995-2004                                         | 1995                                              |
|                                                      | Adriano Baldin                                    | Centro-sinistra                                   | 1995-2004                                         | 1999                                              |
|                                                      | Mirco Gastaldon                                   | Centro-sinistra                                   | 2004-2014                                         | 2004                                              |
| 2009                                                 | Mirco Gastaldon                                   | Centro-sinistra                                   | 2004-2014                                         |                                                   |
|                                                      | Michele Schiavo                                   | Centro-sinistra                                   | 2014-2019                                         | 2014                                              |
|                                                      | Marco Schiesaro                                   | Centro-destra                                     | 2019-in carica                                    | 2019                                              |
| 2024                                                 | Marco Schiesaro                                   | Centro-destra                                     | 2019-in carica                                    |                                                   |

## Sport
Nel comune di Cadoneghe sono presenti alcune associazioni sportive, le più importanti sono:
- ASD Cadoneghe Volley, fondata nel 1991, corsi di minivolley e avviamento allo sport, pallavolo agonistica
- Polisportiva Camelot (danza moderna contemporanea, hockey su prato, ginnastica artistica, ginnastica per adulti)
- Tennis Club Cadoneghe, situato vicino alla scuola Don Milani;
- Castagnara Basket (sciolta nel 2011)
- A.c. Unione Cadoneghe
- Calcio Bragni 2012
- A.S. Cadoneghe Futsal (ex associazione di calcetto, che da tempo militava nella serie A)
- Real Cadoneghe (campionato regionale juniores élite, campionato C1)
- A.S.D. Nintai (arte marziale Karate)
- A partire dalla stagione 2017 lo stadio "Martin Luther King" è l'impianto di casa della squadra di football americano dei Saints Padova.
- A Cadoneghe esistono diverse associazioni di danza e di atletica.
- Per quanto riguarda gli sport minori, Cadoneghe può vantare la presenza dell'hockey su prato, grazie alla fondazione, nel 1999, della Polisportiva Camelot (oltre all'hockey, organizza corsi di danza e funky). La Polisportiva Camelot è tra le più forti squadre di hockey in Italia, per quanto riguarda il settore giovanile: si possono citare la vittoria del campionato italiano indoor under-18 e under-21 2007/2008.